# Peliala andria
Peliala andria är en fjärilsart som beskrevs av Druce 1890. Peliala andria ingår i släktet Peliala och familjen nattflyn. Inga underarter finns listade i Catalogue of Life.